# Lista okrętów podwodnych United States Navy
To lista okrętów podwodnych służących w United States Navy, ułożona według numeru kadłuba lub nazwy. Zobacz też Lista typów okrętów podwodnych United States Navy

## Lista okrętów
| Według numeracji kadłuba | Alfabetycznie |
| --- | --- |
| - USS „Alligator” - (SSK-1) „Barracuda” - (SSK-2) „Bass” - (SSK-3) „Bonita” - (SST-1) „Mackerel/T-1” - (SST-2) „Marlin/T-2” - (SF-1) „AA-1/T-1” (także SS-52) - (SF-2) „AA-2/T-2” (także SS-60) - (SF-3) „AA-3/T-3” (także SS-61) - (SF-4) „V-1” - (SF-5) „V-2” - (SF-6) „V-3” - (SF-7) „V-4” - (SM-1) „Argonaut” - (SS-1) „Holland” - (SS-2) „Plunger/A-1” - (SS-3) „Adder/A-2” - (SS-4) „Grampus/A-3” - (SS-5) „Moccasin/A-4” - (SS-6) „Pike/A-5” - (SS-7) „Porpoise/A-6” - (SS-8) „Shark/A-7” - (SS-9) „Octopus/C-1” - (SS-10) „Viper/B-1” - (SS-11) „Cuttlefish/B-2” - (SS-12) „Tarantula/B-3” - (SS-13) „Stingray/C-2” - (SS-14) „Tarpon/C-3” - (SS-15) „Bonita/C-4” - (SS-16) „Snapper/C-5” - (SS-17) „Narwhal/D-1” - (SS-18) „Grayling/D-2” - (SS-19) „Salmon/D-3” - (SS-191) „Seal/G-1” - (SS-20) „Carp/F-1” - (SS-21) „Barracuda/F-2” - (SS-22) „Pickerel/F-3” - (SS-23) „F-4” - (SS-24) „E-1” - (SS-25) „E-2” - (SS-26) „G-4” - (SS-27) „G-2” - (SS-28) „Seawolf/H-1” - (SS-29) „Nautilus/H-2” - (SS-30) „Garfish/H-3” - (SS-31) „G-3” - (SS-32) „K-1” - (SS-33) „K-2” - (SS-34) „K-3” - (SS-35) „K-4” - (SS-36) „K-5” - (SS-37) „K-6” - (SS-38) „K-7” - (SS-39) „K-8” - (SS-40) „L-1” - (SS-41) „L-2” - (SS-42) „L-3” - (SS-43) „L-4” - (SS-44) „L-5” - (SS-45) „L-6” - (SS-46) „L-7” - (SS-47) „M-1” - (SS-48) „L-8” - (SS-49) „L-9” - (SS-50) „L-10” - (SS-51) „L-11” - (SS-52) „AA-1/T-1” (także SF-1) - (SS-53) „N-1” - (SS-54) „N-2” - (SS-55) „N-3” - (SS-56) „N-4” - (SS-57) „N-5” - (SS-58) „N-6” - (SS-59) „N-7” - (SS-60) „AA-2/T-2” (także SF-2) - (SS-61) „AA-3/T-3” (także SF-3) - (SS-62) „O-1” - (SS-63) „O-2” - (SS-64) „O-3” - (SS-65) „O-4” - (SS-66) „O-5” - (SS-67) „O-6” - (SS-68) „O-7” - (SS-69) „O-8” - (SS-70) „O-9” - (SS-71) „O-10” - (SS-72) „O-11” - (SS-73) „O-12” - (SS-74) „O-13” - (SS-75) „O-14” - (SS-76) „O-15” - (SS-77) „O-16” - (SS-78) „R-1” - (SS-79) „R-2” - (SS-80) „R-3” - (SS-81) „R-4” - (SS-82) „R-5” - (SS-83) „R-6” - (SS-84) „R-7” - (SS-85) „R-8” - (SS-86) „R-9” - (SS-87) „R-10” - (SS-88) „R-11” - (SS-89) „R-12” - (SS-90) „R-13” - (SS-91) „R-14” - (SS-92) „R-15” - (SS-93) „R-16” - (SS-94) „R-17” - (SS-95) „R-18” - (SS-96) „R-19” - (SS-97) „R-20” - (SS-98) „R-21” - (SS-99) „R-22” - (SS-100) „R-23” - (SS-101) „R-24” - (SS-102) „R-25” - (SS-103) „R-26” - (SS-104) „R-27” - (SS-105) „S-1” - (SS-106) „S-2” - (SS-107) „S-3” - SS-108 anulowany - (SS-109) „S-4” - (SS-110) „S-5” - (SS-111) „S-6” - (SS-112) „S-7” - (SS-113) „S-8” - (SS-114) „S-9” - (SS-115) „S-10” - (SS-116) „S-11” - (SS-117) „S-12” - (SS-118) „S-13” - (SS-119) „S-14” - (SS-120) „S-15” - (SS-121) „S-16” - (SS-122) „S-17” - (SS-123) „S-18” - (SS-124) „S-19” - (SS-125) „S-20” - (SS-126) „S-21” - (SS-127) „S-22” - (SS-128) „S-23” - (SS-129) „S-24” - (SS-130) „S-25” - (SS-131) „S-26” - (SS-132) „S-27” - (SS-133) „S-28” - (SS-134) „S-29” - (SS-135) „S-30” - (SS-136) „S-31” - (SS-137) „S-32” - (SS-138) „S-33” - (SS-139) „S-34” - (SS-140) „S-35” - (SS-141) „S-36” - (SS-142) „S-37” - (SS-143) „S-38” - (SS-144) „S-39” - (SS-145) „S-40” - (SS-146) „S-41” - (SS-147) „H-4” - (SS-148) „H-5” - (SS-149) „H-6” - (SS-150) „H-7” - (SS-151) „H-8” - (SS-152) „H-9” - (SS-153) „S-42” - (SS-154) „S-43” - (SS-155) „S-44” - (SS-156) „S-45” - (SS-157) „S-46” - (SS-158) „S-47” - (SS-159) „S-48” - (SS-160) „S-49” - (SS-161) „S-50” - (SS-162) „S-51” - (SS-163) „Barracuda” - (SS-164) „Bass” - (SS-165) „Bonita” - (SS-166) „Argonaut” - (SS-167) „Narwhal” - (SS-168) „Nautilus” - (SS-169) „Dolphin” - (SS-170) „Cachalot” - (SS-171) „Cuttlefish” - (SS-172) „Porpoise” - (SS-173) „Pike” - (SS-174) „Shark” - (SS-175) „Tarpon” - (SS-176) „Perch” - (SS-177) „Pickerel” - (SS-178) „Permit” - (SS-179) „Plunger” - (SS-180) „Pollack” - (SS-181) „Pompano” - (SS-182) „Salmon” - (SS-183) „Seal” - (SS-184) „Skipjack” - (SS-185) „Snapper” - (SS-186) „Stingray” - (SS-187) „Sturgeon” - (SS-188) „Sargo” - (SS-189) „Saury” - (SS-190) „Spearfish” - (SS-191) „Sculpin” - (SS-192) „Squalus/Sailfish” - (SS-193) „Swordfish” - (SS-194) „Seadragon” - (SS-195) „Sealion” - (SS-196) „Searaven” - (SS-197) „Seawolf” - (SS-198) „Tambor” - (SS-199) „Tautog” - (SS-200) „Thresher” - (SS-201) „Triton” - (SS-202) „Trout” - (SS-203) „Tuna” - (SS-204) „Mackerel” - (SS-205) „Marlin” - (SS-206) „Gar” - (SS-207) „Grampus” - (SS-208) „Grayback” - (SS-209) „Grayling” - (SS-210) „Grenadier” - (SS-211) „Gudgeon” - (SS-212) „Gato” - (SS-213) „Greenling” - (SS-214) „Grouper” - (SS-215) „Growler” - (SS-216) „Grunion” - (SS-217) „Guardfish” - (SS-218) „Albacore” - (SS-219) „Amberjack” - (SS-220) „Barb” - (SS-221) „Blackfish” - (SS-222) „Bluefish” - (SS-223) „Bonefish” - (SS-224) „Cod” - (SS-225) „Cero” - (SS-226) „Corvina” - (SS-227) „Darter” - (SS-228) „Drum” - (SS-229) „Flying Fish” - (SS-230) „Finback” - (SS-231) „Haddock” - (SS-232) „Halibut” - (SS-233) „Herring” - (SS-234) „Kingfish” - (SS-235) „Shad” - (SS-236) „Silversides” - (SS-237) „Trigger” - (SS-238) „Wahoo” - (SS-239) „Whale” - (SS-240) „Angler” - (SS-241) „Bashaw” - (SS-242) „Bluegill” - (SS-243) „Bream” - (SS-244) „Cavalla” - (SS-245) „Cobia” - (SS-246) „Croaker” - (SS-247) „Dace” - (SS-248) „Dorado” - (SS-249) „Flasher” - (SS-250) „Flier” - (SS-251) „Flounder” - (SS-252) „Gabilan” - (SS-253) „Gunnel” - (SS-254) „Gurnard” - (SS-255) „Haddo” - (SS-256) „Hake” - (SS-257) „Harder” - (SS-258) „Hoe” - (SS-259) „Jack” - (SS-260) „Lapon” - (SS-261) „Mingo” - (SS-262) „Muskallunge” - (SS-263) „Paddle” - (SS-264) „Pargo” - (SS-265) „Peto” - (SS-266) „Pogy” - (SS-267) „Pompon” - (SS-268) „Puffer” - (SS-269) „Rasher” - (SS-270) „Raton” - (SS-271) „Ray” - (SS-272) „Redfin” - (SS-273) „Robalo” - (SS-274) „Rock” - (SS-275) „Runner” - (SS-276) „Sawfish” - (SS-277) „Scamp” - (SS-278) „Scorpion” - (SS-279) „Snook” - (SS-280) „Steelhead” - (SS-281) „Sunfish” - (SS-282) „Tunny” - (SS-283) „Tinosa” - (SS-284) „Tullibee” - (SS-285) „Balao” - (SS-286) „Billfish” - (SS-287) „Bowfin” - (SS-288) „Cabrilla” - (SS-289) „Capelin” - (SS-290) „Cisco” - (SS-291) „Crevalle” - (SS-292) „Devilfish” - (SS-293) „Dragonet” - (SS-294) „Escolar” - (SS-295) „Hackleback” - (SS-296) „Lancetfish” - (SS-297) „Ling” - (SS-298) „Lionfish” - (SS-299) „Manta” - (SS-300) „Moray” - (SS-301) „Roncador” - (SS-302) „Sabalo” - (SS-303) „Sablefish” - (SS-304) „Seahorse” - (SS-305) „Skate” - (SS-306) „Tang” - (SS-307) „Tilefish” - (SS-308) „Apogon” - (SS-309) „Aspro” - (SS-310) „Batfish” - (SS-311) „Archerfish” - (SS-312) „Burrfish” - (SS-313) „Perch” - (SS-314) „Shark” - (SS-315) „Sealion” - (SS-316) „Barbel” - (SS-317) „Barbero” - (SS-318) „Baya” - (SS-319) „Becuna” - (SS-320) „Bergall” - (SS-321) „Besugo” - (SS-322) „Blackfin” - (SS-323) „Caiman” - (SS-324) „Blenny” - (SS-325) „Blower” - (SS-326) „Blueback” - (SS-327) „Boarfish” - (SS-328) „Charr” - (SS-329) „Chub” - (SS-330) „Brill” - (SS-331) „Bugara” - (SS-332) „Bullhead” - (SS-333) „Bumper” - (SS-334) „Cabezon” - (SS-335) „Dentuda” - (SS-336) „Capitaine” - (SS-337) „Carbonero” - (SS-338) „Carp” - (SS-339) „Catfish” - (SS-340) „Entemedor” - (SS-341) „Chivo” - (SS-342) „Chopper” - (SS-343) „Clamagore” - (SS-344) „Cobbler” - (SS-345) „Cochino” - (SS-346) „Corporal” - (SS-347) „Cubera” - (SS-348) „Cusk” - (SS-349) „Diodon” - (SS-350) „Dogfish” - (SS-351) „Greenfish” - (SS-352) „Halfbeak” - (SS-353) „Dugong” - (SS-354) „Eel” - (SS-355) „Espada” - (SS-356) „Jawfish” - (SS-357) „Ono” - (SS-358) „Garlopa” - (SS-359) „Garrupa” - (SS-360) „Goldring” - (SS-361) „Golet” - (SS-362) „Guavina” - (SS-363) „Guitarro” - (SS-364) „Hammerhead” - (SS-365) „Hardhead” - (SS-366) „Hawkbill” - (SS-367) „Icefish” - (SS-368) „Jallao” - (SS-369) „Kete” - (SS-370) „Kraken” - (SS-371) „Lagarto” - (SS-372) „Lamprey” - (SS-373) „Lizardfish” - (SS-374) „Loggerhead” - (SS-375) „Macabi” - (SS-376) „Mapiro” - (SS-377) „Menhaden” - (SS-378) „Mero” - (SS-379) „Needlefish” - (SS-380) „Nerka” - (SS-381) „Sand Lance” - (SS-382) „Picuda” - (SS-383) „Pampanito” - (SS-384) „Parche” - (SS-385) „Bang” - (SS-386) „Pilotfish” - (SS-387) „Pintado” - (SS-388) „Pipefish” - (SS-389) „Piranha” - (SS-390) „Plaice” - (SS-391) „Pomfret” - (SS-392) „Sterlet” - (SS-393) „Queenfish” - (SS-394) „Razorback” - (SS-395) „Redfish” - (SS-396) „Ronquil” - (SS-397) „Scabbardfish” - (SS-398) „Segundo” - (SS-399) „Sea Cat” - (SS-400) „Sea Devil” - (SS-401) „Sea Dog” - (SS-402) „Sea Fox” - (SS-403) „Atule” - (SS-404) „Spikefish” - (SS-405) „Sea Owl” - (SS-406) „Sea Poacher” - (SS-407) „Sea Robin” - (SS-408) „Sennet” - (SS-409) „Piper” - (SS-410) „Threadfin” - (SS-411) „Spadefish” - (SS-412) „Trepang” - (SS-413) „Spot” - (SS-414) „Springer” - (SS-415) „Stickleback” - (SS-416) „Tiru” - (SS-417) „Tench” - (SS-418) „Thornback” - (SS-419) „Tigrone” - (SS-420) „Tirante” - (SS-421) „Trutta” - (SS-422) „Toro” - (SS-423) „Torsk” - (SS-424) „Quillback” - (SS-425) „Trumpetfish” - (SS-426) „Tusk” - (SS-427) „Turbot” - (SS-428) „Ulua” - (SS-429) „Unicorn” - (SS-430) „Vendace” - (SS-431) „Walrus” - (SS-432) „Whitefish” - (SS-433) „Whiting” - (SS-434) „Wolffish” - (SS-435) „Corsair” - (SS-436) „Unicorn” - (SS-437) „Walrus” - 438 do 474 anulowane - (SS-475) „Argonaut” - (SS-476) „Runner” - (SS-477) „Conger” - (SS-478) „Cutlass” - (SS-479) „Diablo” - (SS-480) „Medregal” - (SS-481) „Requin” - (SS-482) „Irex” - (SS-483) „Sea Leopard” - (SS-484) „Odax” - (SS-485) „Sirago” - (SS-486) „Pomodon” - (SS-487) „Remora” - (SS-488) „Sarda” - (SS-489) „Spinax” - (SS-490) „Volador” - (SS-491) „Pompano” - (SS-492) „Grayling” - (SS-493) „Needlefish” - (SS-494) „Sculpin” - SS-495 do SS-521 anulowane - (SS-522) „Amberjack” - (SS-523) „Grampus” - (SS-524) „Pickerel” - (SS-525) „Grenadier” - (SS-526) „Dorado” - (SS-527) „Comber” - (SS-528) „Sea Panther” - (SS-529) „Tiburon” - SS-530 do SS-550 anulowane - (SS-551) „Bass” - (SS-552) „Bonita” - SS-553 sprzedany po wybudowaniu jako KNM „Kinn” (S316) - SS-554 sprzedany po wybudowaniu jako HDMS „Springeren” (S329) - (AGSS-555) „Dolphin” - SS-556 sprzedany po wybudowaniu dla Norwegii - SS-557 do SS-562 anulowane - (SS-563) „Tang” - (SS-564) „Trigger” - (SS-565) „Wahoo” - (SS-566) „Trout” - (SS-567) „Gudgeon” - (SS-568) „Harder” - (AGSS-569) „Albacore” - (AGSS-570) ukończony jako SST-1 - (SSN-571) „Nautilus” - (SSR-572) „Sailfish” - (SSR-573) „Salmon” - (SSG-574) „Grayback” - (SSN-575) „Seawolf” - (SS-576) „Darter” - (SSG-577) „Growler” - (SSN-578) „Skate” - (SSN-579) „Swordfish” - (SS-580) „Barbel” - (SS-581) „Blueback” - (SS-582) „Bonefish” - (SSN-583) „Sargo” - (SSN-584) „Seadragon” - (SSN-585) „Skipjack” - (SSRN-586) „Triton” - (SSGN-587) „Halibut” - (SSN-588) „Scamp” - (SSN-589) „Scorpion” - (SSN-590) „Sculpin” - (SSN-591) „Shark” - (SSN-592) „Snook” - (SSN-593) „Thresher” - (SSN-594) „Permit” - (SSN-595) „Plunger” - (SSN-596) „Barb” - (SSN-597) „Tullibee” - (SSBN-598) „George Washington” - (SSBN-599) „Patrick Henry” - (SSBN-600) „Theodore Roosevelt” - (SSBN-601) „Robert E. Lee” - (SSBN-602) „Abraham Lincoln” - (SSN-603) „Pollack” - (SSN-604) „Haddo” - (SSN-605) „Jack” - (SSN-606) „Tinosa” - (SSN-607) „Dace” - (SSBN-608) „Ethan Allen” - (SSBN-609) „Sam Houston” - (SSBN-610) „Thomas A. Edison” - (SSBN-611) „John Marshall” - (SSN-612) „Guardfish” - (SSN-613) „Flasher” - (SSN-614) „Greenling” - (SSN-615) „Gato” - (SSBN-616) „Lafayette” - (SSBN-617) „Alexander Hamilton” - (SSBN-618) „Thomas Jefferson” - (SSBN-619) „Andrew Jackson” - (SSBN-620) „John Adams” - (SSN-621) „Haddock” - (SSBN-622) „James Monroe” - (SSBN-623) „Nathan Hale” - (SSBN-624) „Woodrow Wilson” - (SSBN-625) „Henry Clay” - (SSBN-626) „Daniel Webster” - (SSBN-627) „James Madison” - (SSBN-628) „Tecumseh” - (SSBN-629) „Daniel Boone” - (SSBN-630) „John C. Calhoun” - (SSBN-631) „Ulysses S. Grant” - (SSBN-632) „Von Stueben” - (SSBN-633) „Casimir Pulaski” - (SSBN-634) „Stonewall Jackson” - (SSBN-635) „Sam Rayburn” - (SSBN-636) „Nathanael Greene” - (SSN-637) „Sturgeon” - (SSN-638) „Whale” - (SSN-639) „Tautog” - (SSBN-640) „Benjamin Franklin” - (SSBN-641) „Simon Bolivar” - (SSBN-642) „Kamehameha” - (SSBN-643) „George Bancroft” - (SSBN-644) „Lewis and Clark” - (SSBN-645) „James K. Polk” - (SSN-646) „Grayling” - (SSN-647) „Pogy” - (SSN-648) „Aspro” - (SSN-649) „Sunfish” - (SSN-650) „Pargo” - (SSN-651) „Queenfish” - (SSN-652) „Puffer” - (SSN-653) „Ray” - (SSBN-654) „George C. Marshall” - (SSBN-655) „Henry L. Stimson” - (SSBN-656) „George Washington Carver” - (SSBN-657) „Francis Scott Key” - (SSBN-658) „Mariano G. Vallejo” - (SSBN-659) „Will Rogers” - (SSN-660) „Sand Lance” - (SSN-661) „Lapon” - (SSN-662) „Gurnard” - (SSN-663) „Hammerhead” - (SSN-664) „Sea Devil” - (SSN-665) „Guitarro” - (SSN-666) „Hawkbill” - (SSN-667) „Bergall” - (SSN-668) „Spadefish” - (SSN-669) „Seahorse” - (SSN-670) „Finback” - (SSN-671) „Narwhal” - (SSN-672) „Pintado” - (SSN-673) „Flying Fish” - (SSN-674) „Trepang” - (SSN-675) „Bluefish” - (SSN-676) „Billfish” - (SSN-677) „Drum” - (SSN-678) „Archerfish” - (SSN-679) „Silversides” - (SSN-680) „William H. Bates” - (SSN-681) „Batfish” - (SSN-682) „Tunny” - (SSN-683) „Parche” - (SSN-684) „Cavalla” - (SSN-685) „Glenard P. Lipscomb” - (SSN-686) „L. Mendel Rivers” - (SSN-687) „Richard B. Russell” - (SSN-688) „Los Angeles” - (SSN-689) „Baton Rouge” - (SSN-690) „Philadelphia” - (SSN-691) „Memphis” - (SSN-692) „Omaha” - (SSN-693) „Cincinnati” - (SSN-694) „Groton” - (SSN-695) „Birmingham” - (SSN-696) „New York City” - (SSN-697) „Indianapolis” - (SSN-698) „Bremerton” - (SSN-699) „Jacksonville” - (SSN-700) „Dallas” - (SSN-701) „La Jolla” - (SSN-702) „Phoenix” - (SSN-703) „Boston” - (SSN-704) „Baltimore” - (SSN-705) „City of Corpus Christi” - (SSN-706) „Albuquerque” - (SSN-707) „Portsmouth” - (SSN-708) „Minneapolis-Saint Paul” - (SSN-709) „Hyman G. Rickover” - (SSN-710) „Augusta” - (SSN-711) „San Francisco” - (SSN-712) „Atlanta” - (SSN-713) „Houston” - (SSN-714) „Norfolk” - (SSN-715) „Buffalo” - (SSN-716) „Salt Lake City” - (SSN-717) „Olympia” - (SSN-718) „Honolulu” - (SSN-719) „Providence” - (SSN-720) „Pittsburgh” - (SSN-721) „Chicago” - (SSN-722) „Key West” - (SSN-723) „Oklahoma City” - (SSN-724) „Louisville” - (SSN-725) „Helena” - (SSGN-726) „Ohio” - (SSBN-727) „Michigan” - (SSBN-728) „Florida” - (SSBN-729) „Georgia” - (SSBN-730) „Henry M. Jackson” - (SSBN-731) „Alabama” - (SSBN-732) „Alaska” - (SSBN-733) „Nevada” - (SSBN-734) „Tennessee” - (SSBN-735) „Pennsylvania” - (SSBN-736) „West Virginia” - (SSBN-737) „Kentucky” - (SSBN-738) „Maryland” - (SSBN-739) „Nebraska” - (SSBN-740) „Rhode Island” - (SSBN-741) „Maine” - (SSBN-742) „Wyoming” - (SSBN-743) „Louisiana” - 744 do 749 nieprzyznane - (SSN-750) „Newport News” - (SSN-751) „San Juan” - (SSN-752) „Pasadena” - (SSN-753) „Albany” - (SSN-754) „Topeka” - (SSN-755) „Miami” - (SSN-756) „Scranton” - (SSN-757) „Alexandria” - (SSN-758) „Asheville” - (SSN-759) „Jefferson City” - (SSN-760) „Annapolis” - (SSN-761) „Springfield” - (SSN-762) „Columbus” - (SSN-763) „Santa Fe” - (SSN-764) „Boise” - (SSN-765) „Montpelier” - (SSN-766) „Charlotte” - (SSN-767) „Hampton” - (SSN-768) „Hartford” - (SSN-769) „Toledo” - (SSN-770) „Tucson” - (SSN-771) „Columbia” - (SSN-772) „Greeneville” - (SSN-773) „Cheyenne” - (SSN-21) „Seawolf” - (SSN-22) „Connecticut” - (SSN-23) „Jimmy Carter” - (SSN-774) „Virginia” - (SSN-775) „Texas” - (SSN-776) „Hawaii” - (SSN-777) „North Carolina” - (SSN-778) „New Hampshire” - (SSN-779) „New Mexico” | - „AA-1” (SS-52) (także „T-1” (SF-1)) - „AA-2” (SS-60) (także „T-2” (SF-2)) - „AA-3” (SS-61) (także „T-3” (SF-3)) - „Plunger/A-1” (SS-2) - „Adder/A-2” (SS-3) - „Grampus/A-3” (SS-4) - „Moccasin/A-4” (SS-5) - „Abraham Lincoln” (SSBN-602) - „Alabama” (SSBN-731) - „Alaska” (SSBN-732) - „Albacore” (SS-218) - „Albacore” (AGSS-569) - „Albany” (SSN-753) - „Albuquerque” (SSN-706) - „Alexander Hamilton” (SSBN-617) - „Alexandria” (SSN-757) - „Alligator” (1862) - „Amberjack” (SS-219) - „Amberjack” (SS-522) - „Andrew Jackson” (SSBN-619) - „Angler” (SS-240) - „Annapolis” (SSN-760) - „Apogon” (SS-308) - „Archerfish” (SS-311) - „Archerfish” (SSN-678) - „Argonaut” (SM-1) - „Argonaut” (SS-166) - „Argonaut” (SS-475) - „Asheville” (SSN-758) - „Aspro” (SS-309) - „Aspro” (SSN-648) - „Atlanta” (SSN-712) - „Atule” (SS-403) - „Augusta” (SSN-710) - „Viper/B-1” (SS-10) - „Cuttlefish/B-2” (SS-11) - „Tarantula/B-3” (SS-12) - „Balao” (SS-285) - „Baltimore” (SSN-704) - „Bang” (SS-385) - „Barb” (SS-220) - „Barb” (SSN-596) - „Barbel” (SS-316) - „Barbel” (SS-580) - „Barbero” (SS-317) - „Barracuda” (SS-163) - „Barracuda” (SSK-1) - „Bashaw” (SS-241) - „Bass” (SS-164) - „Bass” (SS-551) - „Bass” (SSK-2) - „Batfish” (SS-310) - „Batfish” (SSN-681) - „Baton Rouge” (SSN-689) - „Baya” (SS-318) - „Becuna” (SS-319) - „Benjamin Franklin” (SSBN-640) - „Bergall” (SS-320) - „Bergall” (SSN-667) - „Besugo” (SS-321) - „Billfish” (SS-286) - „Billfish” (SSN-676) - „Birmingham” (SSN-695) - „Blackfin” (SS-322) - „Blackfish” (SS-221) - „Blenny” (SS-324) - „Blower” (SS-325) - „Blueback” (SS-326) - „Blueback” (SS-581) - „Bluefish” (SS-222) - „Bluefish” (SSN-675) - „Bluegill” (SS-242) - „Boarfish” (SS-327) - „Boise” (SSN-764) - „Bonefish” (SS-223) - „Bonefish” (SS-582) - „Bonita” (SS-165) - „Bonita” (SS-552) - „Bonita” (SSK-3) - „Boston” (SSN-703) - „Bowfin” (SS-287) - „Bream” (SS-243) - „Bremerton” (SSN-698) - „Brill” (SS-330) - „Buffalo” (SSN-715) - „Bugara” (SS-331) - „Bullhead” (SS-332) - „Bumper” (SS-333) - „Burrfish” (SS-312) - „Octopus/C-1” (SS-9) - „Stingray/C-2” (SS-13) - „Tarpon/C-3” (SS-14) - „Bonita/C-4” (SS-15) - „Snapper/C-5” (SS-16) - „Cabezon” (SS-334) - „Cabrilla” (SS-288) - „Cachalot” (SS-170) - „Caiman” (SS-323) - „Capelin” (SS-289) - „Capitaine” (SS-336) - „Carbonero” (SS-337) - „Carp” (SS-338) - „Casimir Pulaski” (SSBN-633) - „Catfish” (SS-339) - „Cavalla” (SS-244) - „Cavalla” (SSN-684) - „Cero” (SS-225) - „Charlotte” (SSN-766) - „Charr” (SS-328) - „Cheyenne” (SSN-773) - „Chicago” (SSN-721) - „Chivo” (SS-341) - „Chopper” (SS-342) - „Chub” (SS-329) - „Cincinnati” (SSN-693) - „Cisco” (SS-290) - „City of Corpus Christi” (SSN-705) - „Clamagore” (SS-343) - „Cobbler” (SS-344) - „Cobia” (SS-245) - „Cochino” (SS-345) - „Cod” (SS-224) - „Columbia” (SSN-771) - „Columbus” (SSN-762) - „Comber” (SS-527) - „Conger” (SS-477) - „Connecticut” (SSN-22) - „Corporal” (SS-346) - „Corsair” (SS-435) - „Corvina” (SS-226) - „Crevalle” (SS-291) - „Croaker” (SS-246) - „Cubera” (SS-347) - „Cusk” (SS-348) - „Cutlass” (SS-478) - „Cuttlefish” (SS-171) - „Narwhal/D-1” (SS-17) - „Grayling/D-2” (SS-18) - „Salmon/D-3” (SS-19) - „Dace” (SS-247) - „Dace” (SSN-607) - „Dallas” (SSN-700) - „Daniel Boone” (SSBN-629) - „Daniel Webster” (SSBN-626) - „Darter” (SS-227) - „Darter” (SS-576) - „Dentuda” (SS-335) - „Devilfish” (SS-292) - „Diablo” (SS-479) - „Diodon” (SS-349) - „Dogfish” (SS-350) - „Dolphin” (SS-169) - „Dolphin” (AGSS-555) - „Dorado” (SS-248) - „Dorado” (SS-526) - „Dragonet” (SS-293) - „Drum” (SS-228) - „Drum” (SSN-677) - „Dugong” (SS-353) - „E-1” (SS-24) - „E-2” (SS-25) - „Eel” (SS-354) - „Entemedor” (SS-340) - „Escolar” (SS-294) - „Espada” (SS-355) - „Ethan Allen” (SSBN-608) - „Carp/F-1” (SS-20) - „Barracuda/F-2” (SS-21) - „Pickerel/F-3” (SS-22) - „F-4” (SS-23) - „Finback” (SS-230) - „Finback” (SSN-670) - „Flasher” (SS-249) - „Flasher” (SSN-613) - „Flier” (SS-250) - „Florida” (SSGN-728) - „Flounder” (SS-251) - „Flying Fish” (SS-229) - „Flying Fish” (SSN-673) - „Francis Scott Key” (SSBN-657) - „Seal/G-1” (SS-191) - „G-2” (SS-27) - „G-3” (SS-31) - „G-4” (SS-26) - „Gabilan” (SS-252) - „Garlopa” (SS-358) - „Garrupa” (SS-359) - „Gar” (SS-206) - „Gato” (SS-212) - „Gato” (SSN-615) - „George Bancroft” (SSBN-643) - „George C. Marshall” (SSBN-654) - „George Washington” (SSBN-598) - „George Washington Carver” (SSBN-656) - „Georgia” (SSBN-729) - „Glenard P. Lipscomb” (SSN-685) - „Goldring” (SS-360) - „Golet” (SS-361) - „Grampus” (SS-207) - „Grampus” (SS-523) - „Grayback” (SS-208) - „Grayback” (SSG-574) - „Grayling” (SS-209) - „Grayling” (SS-492) - „Grayling” (SSN-646) - „Greeneville” (SSN-772) - „Greenfish” (SS-351) - „Greenling” (SS-213) - „Greenling” (SSN-614) - „Grenadier” (SS-210) - „Grenadier” (SS-525) - „Groton” (SSN-694) - „Grouper” (SS-214) - „Growler” (SS-215) - „Growler” (SSG-577) - „Grunion” (SS-216) - „Guardfish” (SS-217) - „Guardfish” (SSN-612) - „Guavina” (SS-362) - „Gudgeon” (SS-211) - „Gudgeon” (SS-567) - „Guitarro” (SS-363) - „Guitarro” (SSN-665) - „Gunnel” (SS-253) - „Gurnard” (SS-254) - „Gurnard” (SSN-662) - „H-1” (SS-28) - „H-2” (SS-29) - „H-3” (SS-30) - „H-4” (SS-147) - „H-5” (SS-148) - „H-6” (SS-149) - „H-7” (SS-150) - „H-8” (SS-151) - „H-9” (SS-152) - „Hackleback” (SS-295) - „Haddock” (SS-231) - „Haddock” (SSN-621) - „Haddo” (SS-255) - „Haddo” (SSN-604) - „Hake” (SS-256) - „Halfbeak” (SS-352) - „Halibut” (SS-232) - „Halibut” (SSGN-587) - „Hammerhead” (SS-364) - „Hammerhead” (SSN-663) - „Hampton” (SSN-767) - „Harder” (SS-257) - „Harder” (SS-568) - „Hardhead” (SS-365) - „Hartford” (SSN-768) - „Hawaii” (SSN-776) - „Hawkbill” (SS-366) - „Hawkbill” (SSN-666) - „Helena” (SSN-725) - „Henry Clay” (SSBN-625) - „Henry L. Stimson” (SSBN-655) - „Henry M. Jackson” (SSBN-730) - „Herring” (SS-233) - „Hoe” (SS-258) - „Holland” (SS-1) - „Honolulu” (SSN-718) - „Houston” (SSN-713) - „Hyman G. Rickover” (SSN-709) - „Icefish” (SS-367) - „Indianapolis” (SSN-697) - „Irex” (SS-482) - „Jacksonville” (SSN-699) - „Jack” (SS-259) - „Jack” (SSN-605) - „Jallao” (SS-368) - „James K. Polk” (SSBN-645) - „James Madison” (SSBN-627) - „James Monroe” (SSBN-622) - „Jawfish” (SS-356) - „Jefferson City” (SSN-759) - „Jimmy Carter” (SSN-23) - „John Adams” (SSBN-620) - „John C. Calhoun” (SSBN-630) - „John Marshall” (SSBN-611) - „K-1” (SS-32) - „K-2” (SS-33) - „K-3” (SS-34) - „K-4” (SS-35) - „K-5” (SS-36) - „K-6” (SS-37) - „K-7” (SS-38) - „K-8” (SS-39) - „Kamehameha” (SSBN-642) - „Kentucky” (SSBN-737) - „Kete” (SS-369) - „Key West” (SSN-722) - „Kingfish” (SS-234) - „Kraken” (SS-370) - „L-1” (SS-40) - „L-2” (SS-41) - „L-3” (SS-42) - „L-4” (SS-43) - „L-5” (SS-44) - „L-6” (SS-45) - „L-7” (SS-46) - „L-8” (SS-48) - „L-9” (SS-49) - „L-10” (SS-50) - „L-11” (SS-51) - „Lafayette” (SSBN-616) - „Lagarto” (SS-371) - „La Jolla” (SSN-701) - „Lamprey” (SS-372) - „Lancetfish” (SS-296) - „Lapon” (SS-260) - „Lapon” (SSN-661) - „Lewis and Clark” (SSBN-644) - „Ling” (SS-297) - „Lionfish” (SS-298) - „Lizardfish” (SS-373) - „L. Mendel Rivers” (SSN-686) - „Loggerhead” (SS-374) - „Los Angeles” (SSN-688) - „Louisiana” (SSBN-743) - „Louisville” (SSN-724) - „M-1” (SS-47) - „Macabi” (SS-375) - „Mackerel” (SS-204) - „Mackerel” (SST-1) - „Maine” (SSBN-741) - „Manta” (SS-299) - „Mapiro” (SS-376) - „Mariano G. Vallejo” (SSBN-658) - „Marlin” (SS-205) - „Marlin” (SST-2) - „Maryland” (SSBN-738) - „Medregal” (SS-480) - „Memphis” (SSN-691) - „Menhaden” (SS-377) - „Mero” (SS-378) - „Miami” (SSN-755) - „Michigan” (SSBN-727) - „Mingo” (SS-261) - „Minneapolis-Saint Paul” (SSN-708) - „Montpelier” (SSN-765) - „Moray” (SS-300) - „Muskallunge” (SS-262) - „N-1” (SS-53) - „N-2” (SS-54) - „N-3” (SS-55) - „N-4” (SS-56) - „N-5” (SS-57) - „N-6” (SS-58) - „N-7” (SS-59) - „Narwhal” (SS-167) - „Narwhal” (SSN-671) - „Nathanael Greene” (SSBN-636) - „Nathan Hale” (SSBN-623) - „Nautilus” (SS-168) - „Nautilus” (SSN-571) - „Nebraska” (SSBN-739) - „Needlefish” (SS-379) - „Needlefish” (SS-493) - „Nerka” (SS-380) - „Nevada” (SSBN-733) - „New Hampshire” (SSN-778) - „New Mexico” (SSN-779) - „Newport News” (SSN-750) - „New York City” (SSN-696) - „Norfolk” (SSN-714) - „North Carolina” (SSN-777) - „O-1” (SS-62) - „O-2” (SS-63) - „O-3” (SS-64) - „O-4” (SS-65) - „O-5” (SS-66) - „O-6” (SS-67) - „O-7” (SS-68) - „O-8” (SS-69) - „O-9” (SS-70) - „O-10” (SS-71) - „O-11” (SS-72) - „O-12” (SS-73) - „O-13” (SS-74) - „O-14” (SS-75) - „O-15” (SS-76) - „O-16” (SS-77) - „Odax” (SS-484) - „Ohio” (SSGN-726) - „Oklahoma City” (SSN-723) - „Olympia” (SSN-717) - „Omaha” (SSN-692) - „Ono” (SS-357) - „Paddle” (SS-263) - „Pampanito” (SS-383) - „Parche” (SS-384) - „Parche” (SSN-683) - „Pargo” (SS-264) - „Pargo” (SSN-650) - „Pasadena” (SSN-752) - „Patrick Henry” (SSBN-599) - „Pennsylvania” (SSBN-735) - „Perch” (SS-176) - „Perch” (SS-313) - „Permit” (SS-178) - „Permit” (SSN-594) - „Peto” (SS-265) - „Philadelphia” (SSN-690) - „Phoenix” (SSN-702) - „Pickerel” (SS-177) - „Pickerel” (SS-524) - „Picuda” (SS-382) - „Pike/A-5” (SS-6) - „Pike” (SS-173) - „Pilotfish” (SS-386) - „Pintado” (SS-387) - „Pintado” (SSN-672) - „Pipefish” (SS-388) - „Piper” (SS-409) - „Piranha” (SS-389) - „Pittsburgh” (SSN-720) - „Plaice” (SS-390) - „Plunger” (SS-179) - „Plunger” (SSN-595) - „Pogy” (SS-266) - „Pogy” (SSN-647) - „Pollack” (SS-180) - „Pollack” (SSN-603) - „Pomfret” (SS-391) - „Pomodon” (SS-486) - „Pompano” (SS-181) - „Pompano” (SS-491) - „Pompon” (SS-267) - „Porpoise/A-6” (SS-7) - „Porpoise” (SS-172) - „Portsmouth” (SSN-707) - „Providence” (SSN-719) - „Puffer” (SS-268) - „Puffer” (SSN-652) - „Queenfish” (SS-393) - „Queenfish” (SSN-651) - „Quillback” (SS-424) - „R-1” (SS-78) - „R-2” (SS-79) - „R-3” (SS-80) - „R-4” (SS-81) - „R-5” (SS-82) - „R-6” (SS-83) - „R-7” (SS-84) - „R-8” (SS-85) - „R-9” (SS-86) - „R-10” (SS-87) - „R-11” (SS-88) - „R-12” (SS-89) - „R-13” (SS-90) - „R-14” (SS-91) - „R-15” (SS-92) - „R-16” (SS-93) - „R-17” (SS-94) - „R-18” (SS-95) - „R-19” (SS-96) - „R-20” (SS-97) - „R-21” (SS-98) - „R-22” (SS-99) - „R-23” (SS-100) - „R-24” (SS-101) - „R-25” (SS-102) - „R-26” (SS-103) - „R-27” (SS-104) - „Rasher” (SS-269) - „Raton” (SS-270) - „Ray” (SS-271) - „Ray” (SSN-653) - „Razorback” (SS-394) - „Redfin” (SS-272) - „Redfish” (SS-395) - „Remora” (SS-487) - „Requin” (SS-481) - „Rhode Island” (SSBN-740) - „Richard B. Russell” (SSN-687) - „Robalo” (SS-273) - „Robert E. Lee” (SSBN-601) - „Rock” (SS-274) - „Roncador” (SS-301) - „Ronquil” (SS-396) - „Runner” (SS-275) - „Runner” (SS-476) - „S-1” (SS-105) - „S-2” (SS-106) - „S-3” (SS-107) - „S-4” (SS-109) - „S-5” (SS-110) - „S-6” (SS-111) - „S-7” (SS-112) - „S-8” (SS-113) - „S-9” (SS-114) - „S-10” (SS-115) - „S-11” (SS-116) - „S-12” (SS-117) - „S-13” (SS-118) - „S-14” (SS-119) - „S-15” (SS-120) - „S-16” (SS-121) - „S-17” (SS-122) - „S-18” (SS-123) - „S-19” (SS-124) - „S-20” (SS-125) - „S-21” (SS-126) - „S-22” (SS-127) - „S-23” (SS-128) - „S-24” (SS-129) - „S-25” (SS-130) - „S-26” (SS-131) - „S-27” (SS-132) - „S-28” (SS-133) - „S-29” (SS-134) - „S-30” (SS-135) - „S-31” (SS-136) - „S-32” (SS-137) - „S-33” (SS-138) - „S-34” (SS-139) - „S-35” (SS-140) - „S-36” (SS-141) - „S-37” (SS-142) - „S-38” (SS-143) - „S-39” (SS-144) - „S-40” (SS-145) - „S-41” (SS-146) - „S-42” (SS-153) - „S-43” (SS-154) - „S-44” (SS-155) - „S-45” (SS-156) - „S-46” (SS-157) - „S-47” (SS-158) - „S-48” (SS-159) - „S-49” (SS-160) - „S-50” (SS-161) - „S-51” (SS-162) - „Sabalo” (SS-302) - „Sablefish” (SS-303) - „Squalus/Sailfish” (SS-192) - „Sailfish” (SSR-572) - „Salmon” (SS-182) - „Salmon” (SSR-573) - „Salt Lake City” (SSN-716) - „Sam Houston” (SSBN-609) - „Sam Rayburn” (SSBN-635) - „Sand Lance” (SS-381) - „Sand Lance” (SSN-660) - „San Francisco” (SSN-711) - „San Juan” (SSN-751) - „Santa Fe” (SSN-763) - „Sarda” (SS-488) - „Sargo” (SS-188) - „Sargo” (SSN-583) - „Saury” (SS-189) - „Sawfish” (SS-276) - „Scabbardfish” (SS-397) - „Scamp” (SS-277) - „Scamp” (SSN-588) - „Scorpion” (SS-278) - „Scorpion” (SSN-589) - „Scranton” (SSN-756) - „Sculpin” (SS-191) - „Sculpin” (SS-494) - „Sculpin” (SSN-590) - „Sea Cat” (SS-399) - „Sea Devil” (SS-400) - „Sea Devil” (SSN-664) - „Sea Dog” (SS-401) - „Seadragon” (SS-194) - „Seadragon” (SSN-584) - „Sea Fox” (SS-402) - „Seahorse” (SS-304) - „Seahorse” (SSN-669) - „Sea Leopard” (SS-483) - „Sealion” (SS-195) - „Sealion” (SS-315) - „Seal” (SS-183) - „Sea Owl” (SS-405) - „Sea Panther” (SS-528) - „Sea Poacher” (SS-406) - „Searaven” (SS-196) - „Sea Robin” (SS-407) - „Seawolf” (SS-197) - „Seawolf” (SSN-575) - „Seawolf” (SSN-21) - „Segundo” (SS-398) - „Sennet” (SS-408) - „Shad” (SS-235) - „Shark” (SS-174) - „Shark” (SS-314) - „Shark/A-7” (SS-8) - „Shark” (SSN-591) - „Silversides” (SS-236) - „Silversides” (SSN-679) - „Simon Bolivar” (SSBN-641) - „Sirago” (SS-485) - „Skate” (SS-305) - „Skate” (SSN-578) - „Skipjack” (SS-184) - „Skipjack” (SSN-585) - „Snapper” (SS-185) - „Snook” (SS-279) - „Snook” (SSN-592) - „Spadefish” (SS-411) - „Spadefish” (SSN-668) - „Spearfish” (SS-190) - „Spikefish” (SS-404) - „Spinax” (SS-489) - „Spot” (SS-413) - „Springer” (SS-414) - „Springfield” (SSN-761) - „Steelhead” (SS-280) - „Sterlet” (SS-392) - „Stickleback” (SS-415) - „Stingray” (SS-186) - „Stonewall Jackson” (SSBN-634) - „Sturgeon” (SS-187) - „Sturgeon” (SSN-637) - „Sunfish” (SS-281) - „Sunfish” (SSN-649) - „Swordfish” (SS-193) - „Swordfish” (SSN-579) - „T-1” (SS-52/SF-1) (także „Schley” and „AA-1”) - „T-2” (SS-60/SF-2) (także „AA-2”) - „T-3” (SS-61/SF-3) (także „AA-3”) - „Tambor” (SS-198) - „Tang” (SS-306) - „Tang” (SS-563) - „Tarpon” (SS-175) - „Tautog” (SS-199) - „Tautog” (SSN-639) - „Tecumseh” (SSBN-628) - „Tench” (SS-417) - „Tennessee” (SSBN-734) - „Texas” (SSN-775) - „Theodore Roosevelt” (SSBN-600) - „Thomas A. Edison” (SSBN-610) - „Thomas Jefferson” (SSBN-618) - „Thornback” (SS-418) - „Threadfin” (SS-410) - „Thresher” (SS-200) - „Thresher” (SSN-593) - „Tiburon” (SS-529) - „Tigrone” (SS-419) - „Tilefish” (SS-307) - „Tinosa” (SS-283) - „Tinosa” (SSN-606) - „Tirante” (SS-420) - „Tiru” (SS-416) - „Toledo” (SSN-769) - „Topeka” (SSN-754) - „Toro” (SS-422) - „Torsk” (SS-423) - „Trepang” (SS-412) - „Trepang” (SSN-674) - „Trigger” (SS-237) - „Trigger” (SS-564) - „Triton” (SS-201) - „Triton” (SSRN-586) - „Trout” (SS-202) - „Trout” (SS-566) - „Trumpetfish” (SS-425) - „Trutta” (SS-421) - „Tucson” (SSN-770) - „Tullibee” (SS-284) - „Tullibee” (SSN-597) - „Tuna” (SS-203) - „Tunny” (SS-282) - „Tunny” (SSN-682) - „Turbot” (SS-427) - „Tusk” (SS-426) - „Ulua” (SS-428) - „Ulysses S. Grant” (SSBN-631) - „Unicorn” (SS-429) - „Unicorn” (SS-436) - „V-1” (SF-4) - „V-2” (SF-5) - „V-3” (SF-6) - „V-4” (SF-7/SM-1) - „Vendace” (SS-430) - „Virginia” (SSN-774) - „Volador” (SS-490) - „Von Stueben” (SSBN-632) - „Wahoo” (SS-238) - „Wahoo” (SS-565) - „Walrus” (SS-431) - „Walrus” (SS-437) - „West Virginia” (SSBN-736) - „Whale” (SS-239) - „Whale” (SSN-638) - „Whitefish” (SS-432) - „Whiting” (SS-433) - „William H. Bates” (SSN-680) - „Will Rogers” (SSBN-659) - „Wolffish” (SS-434) - „Woodrow Wilson” (SSBN-624) - „Wyoming” (SSBN-742) - ukończony jako SST-1 (AGSS-570) - 438 do 474 anulowane - 744 do 749 nieprzyznane - SS-108 anulowany - SS-495 do SS-521 anulowany - SS-530 do SS-550 anulowany - SS-553 sprzedany po wybudowaniu jako KNM „Kinn” (S316) - SS-554 sprzedany po wybudowaniu jako HDMS „Springeren” (S329) - SS-556 sprzedany po wybudowaniu dla Norwegii - SS-557 anulowany - SS-562 anulowany |